# Giải Wepler
Giải Wepler (tiếng Pháp: Prix Wepler) là một giải thưởng văn học được thiết lập năm 1998 theo sáng kiến của Hiệu sách Abbesses, với sự hỗ trợ của Quỹ La Poste (hãng Bưu điện Pháp) và hãng sản xuất bia Wepler (quảng trường Clichy, Quận 18, Paris). Giải Wepler dành cho các nhà văn hiện đại có tác phẩm xuất sắc, không nhằm mục đích thương mại. Giải được trao trong tháng 11 hàng năm tại trụ sở hãng bia Wepler, với một ban giám khảo thay đổi.

## Những người đoạt giải[1]
- 1998 - Florence Delaporte, tác phẩm Je n'ai pas de château
- 1999 - Antoine Volodine, tác phẩm Des anges mineurs
- 2000 - Laurent Mauvignier, tác phẩm Apprendre à finir
- 2001 - Yves Pagès, tác phẩm Le Théoriste
- 2002 - Marcel Moreau, tác phẩm Corpus Scripti
- 2003 - Éric Chevillard, tác phẩm Le Vaillant Petit Tailleur
- 2004 - François Bon, tác phẩm Daewoo
- 2005 - Richard Morgiève, tác phẩm Vertig
- 2006 - Pavel Hak, tác phẩm Trans
- 2007 - Olivia Rosenthal, tác phẩm On n'est pas là pour disparaître
- 2008 - Emmanuelle Pagano, tác phẩm Les Mains gamines
- 2009 - Lyonel Trouillot, tác phẩm Yanvalou pour Charlie
- 2010 - Linda Lê, tác phẩm Cronos[2]
- 2011 - Éric Laurrent, tác phẩm Les Découvertes
- 2012 – Leslie Kaplan, tác phẩm Millefeuille.[3]
- 2013 – Marcel Cohen, tác phẩm Sur la Scène intérieure. Faits
- 2014 – Jean-Hubert Gailliot, tác phẩm Le Soleil

## Hạng đặc biệt (Mention Spéciale)
Hạng đặc biệt của Giải Wepler dành cho một tác phẩm có tính táo bạo, tính độc đáo, thoát khỏi mọi ý đồ thương mại. 
- 1999 - Vincent de Swarte, tác phẩm Requiem pour un sauvage (Nhà xuất bản Pauvert)
- 2000 - Richard Morgiève, tác phẩm Ma vie folle (Nhà xuất bản Pauvert)
- 2001 - Brigitte Giraud, tác phẩm À présent (Nhà xuất bản Stock)
- 2002 - Thierry Beinstingel, tác phẩm Composants (Nhà xuất bản Fayard)
- 2003 - Alain Satgé, tác phẩm Tu n'écriras point (Nhà xuất bản Seuil)
- 2004 - Jean-Louis Magnan, tác phẩm Anti-Liban (Nhà xuất bản Verticales)
- 2005 - Zahia Rahmani, tác phẩm Musulman (Nhà xuất bản Sabine Wespieser)
- 2006 - Héléna Marienské, tác phẩm Rhésus (Nhà xuất bản POL)
- 2007 - Louise Desbrusses, tác phẩm Couronnes boucliers armures (Nhà xuất bản POL)
- 2008 - Céline Minard, tác phẩm Bastard Battle (Nhà xuất bản Leo Scheer)
- 2009 - Hélène Frappat, tác phẩm Par effraction (Nhà xuất bản Allia)
- 2010 - Jacques Abeille, cho toàn bộ tác phẩm của ông
- 2011 – François Dominique, tác phẩm Solène (Nhà xuất bản Verdier)
- 2012 – Jakuta Alikavazovic, tác phẩm La Blonde et le Bunker
- 2013 – Philippe Rahmy, tác phẩm Béton armé (Nhà xuất bản La Table ronde)
- 2014 – Sophie Divry, tác phẩm La Condition pavillonnaire (Nhà xuất bản Noir sur Blanc)